# Museo de Grenoble
El Museo de Grenoble es un museo de Bellas Artes y antigüedades en la ciudad de Grenoble (Francia).
Situado en la margen izquierda del río Isère, en la plaza de Lavalette, es conocido tanto por sus colecciones de arte antiguo como por sus colecciones de arte moderno y contemporáneo. El museo de Grenoble fue el primer museo de arte moderno en Francia en la década de 1920.
El museo organiza cada año dos exposiciones temporales.

## Colecciones
Creado en 1798 por Louis-Joseph Jay, el museo ha tenido durante el siglo XX grandes donantes como el general Léon de Beylié o Georgette Agutte.
El museo exhibe una colección de pintura dividido en dos secciones desde la inauguración de su nuevo edificio en 1994:
- La sección de pintura antigua incluye obras de pintores como Taddeo di Bartolo, Jacopo Torriti, Cesare da Sesto, Perugino, Veronés (el gran lienzo Cristo ante la mujer de Zedebeo), Giorgio Vasari, Philippe de Champaigne (la mayor colección de sus cuadros después de la perteneciente al Louvre), Charles Le Brun, Rubens, Georges de La Tour, Canaletto, Ingres y Delacroix. Este museo es además especialmente célebre entre los aficionados al arte español porque alberga un conjunto de cuatro importantes cuadros de Francisco de Zurbarán (La Anunciación, La Adoración de los pastores, La Adoración de los Magos y La Circuncisión), que constituyen el mayor muestrario de Zurbarán visible en Francia.

- La sección de pintura moderna (desde finales del siglo XIX) es una de las mayores en Francia fuera de París: muestra pinturas de maestros como Henri Matisse, Modigliani, Paul Gauguin, Henri Fantin-Latour, Claude Monet, Giorgio Morandi, Pablo Picasso, Pierre-Auguste Renoir y Andy Warhol. El arte contemporáneo también está bien representado con obras de artistas franceses, italianos y americanos.

## Antigüedades y dibujos

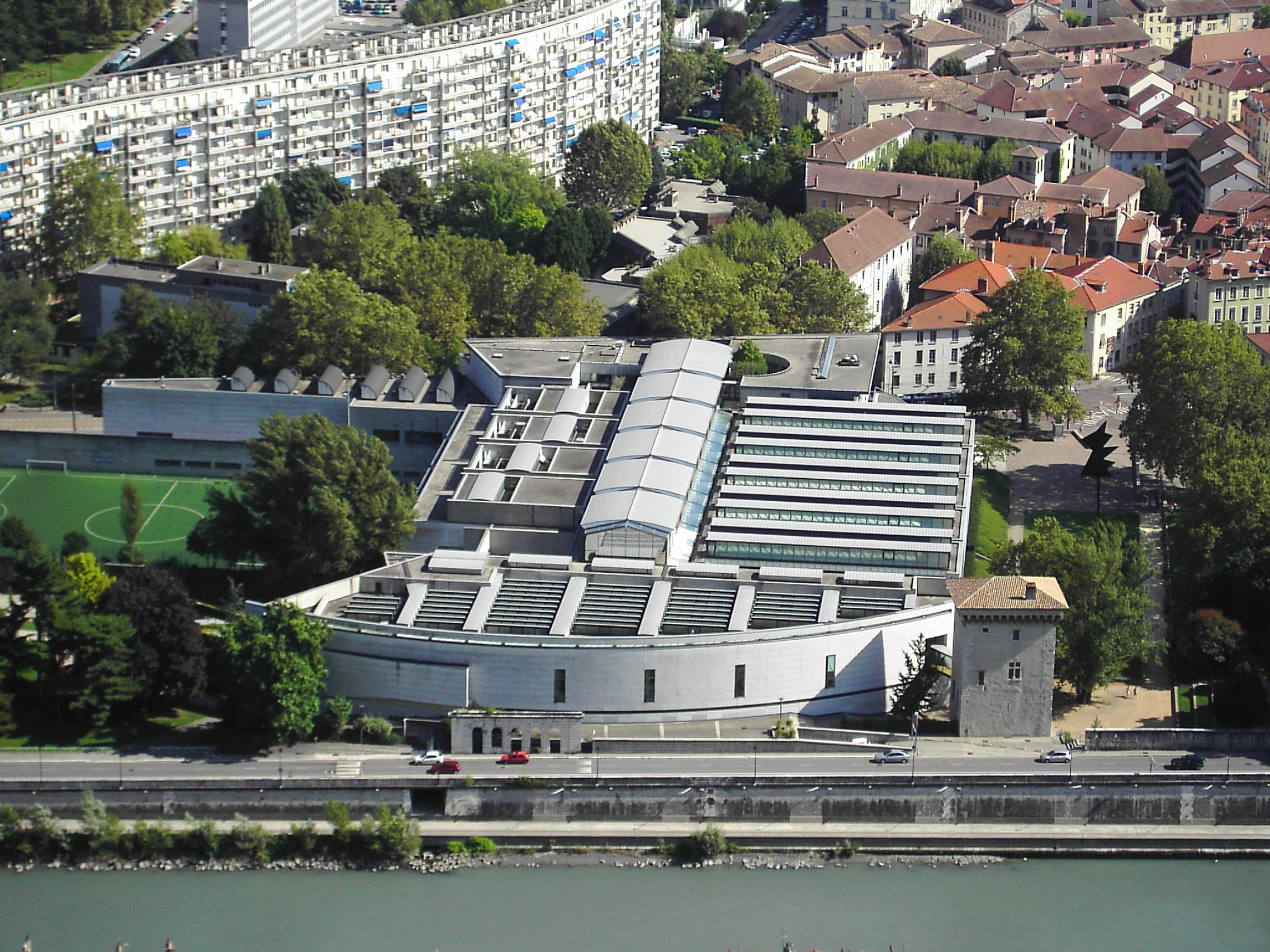
Museo y Torre de la isla.

Las antigüedades de Egipto y la arqueología de Grecia y Roma ocupan dos salas del museo en la planta -1 del museo. Varios personajes han contribuido a la constitución de esta colección como Jean-François Champollion,  Jean-Marie Dubois-Aymé o Louis de Saint-Ferriol.
Este conjunto se complementa con una amplia colección de dibujos muy importante, con hojas de alta calidad. Una torre construida en 1401, la torre de la isla (Tour de l'isle) conectada al museo por un puente de acero y cristal, alberga esta colección de dibujos.

## Jardín de esculturas
Además de dos salas de esculturas en el museo, el museo está construido alrededor de un jardín de esculturas de 16.000 metros cuadrados.

## Galería de imágenes

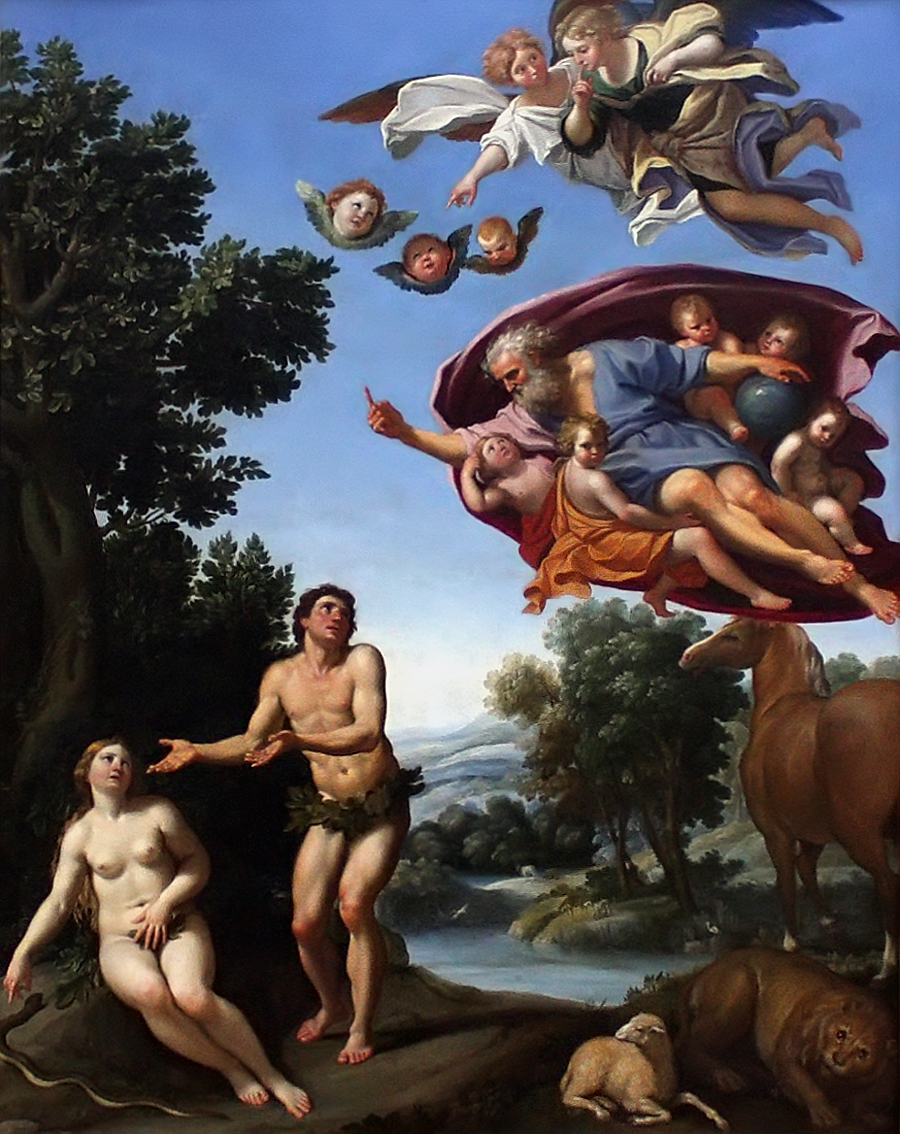
Adán y Eva Domenichino
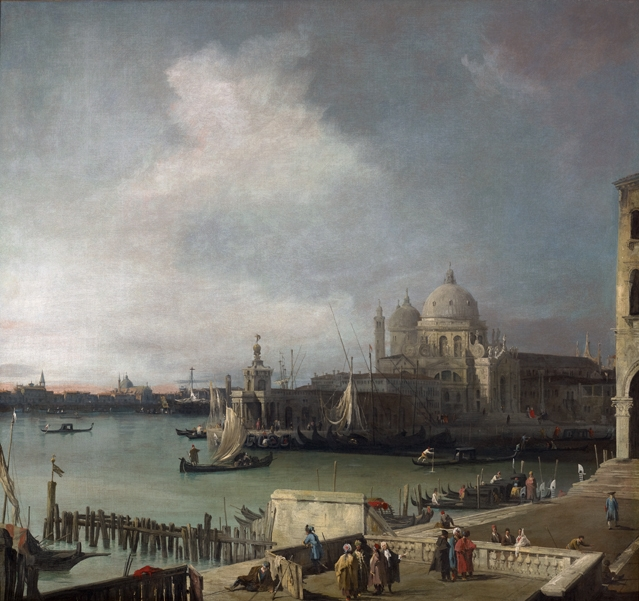
La entrada al Gran Canal.Canaletto
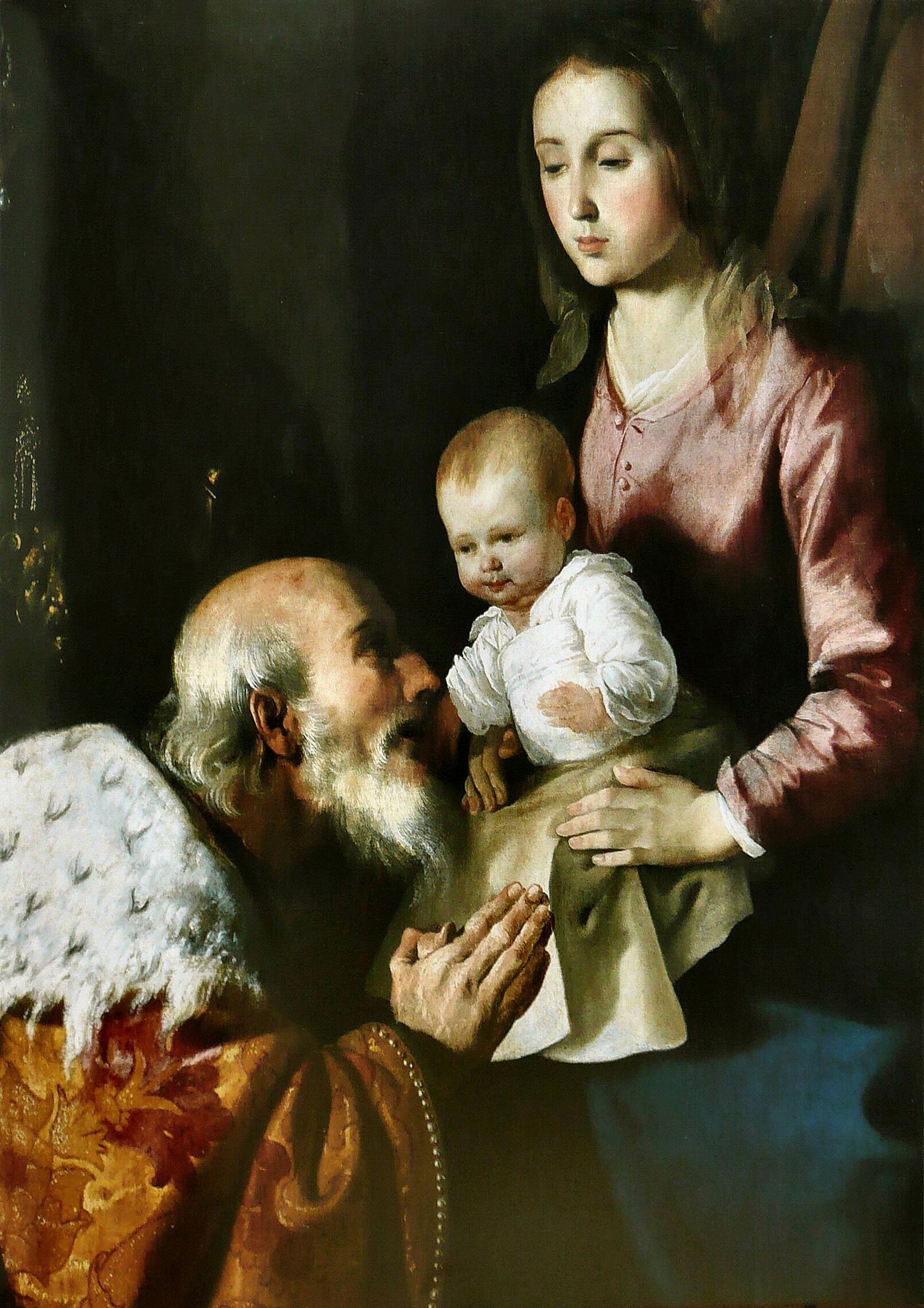
Adoración de los Magos (detalle). Francisco de Zurbarán
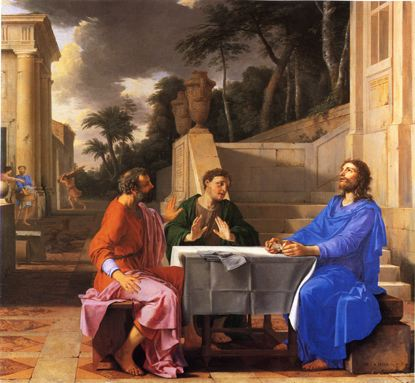
La aparición de Cristo a los peregrinos de Emaús. Laurent de La Hyre
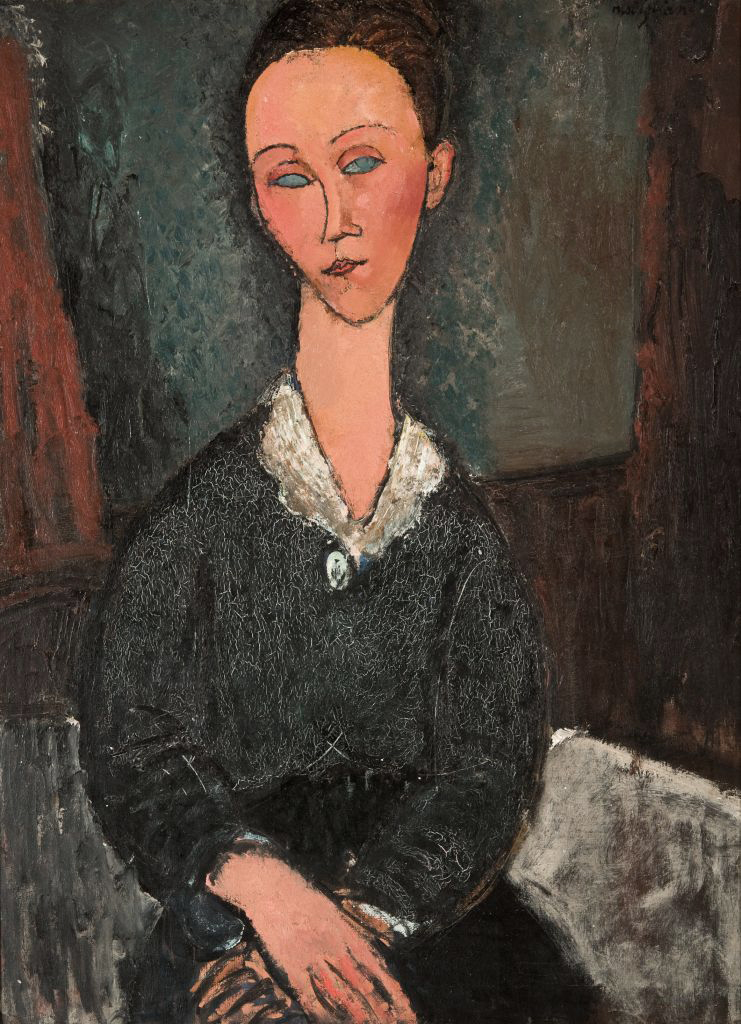
Retrato de la mujer en el cuello blanco. Modigliani
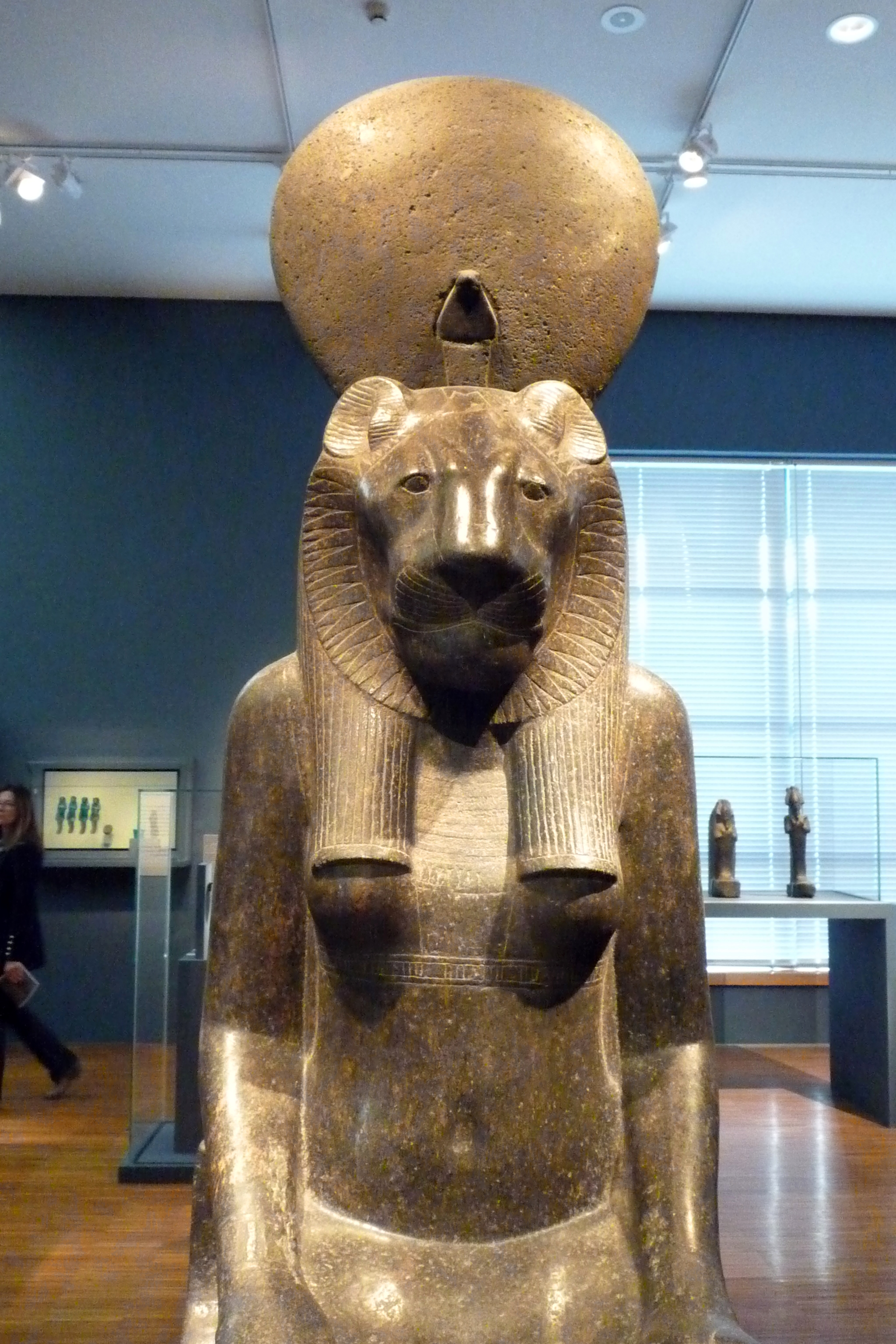
La diosa Sekhmet durante la exposición Servir a los dioses de Egipto